# 愛德華八世高原
愛德華八世高原（英語：Edward VIII Plateau）是南極洲的高原，處於馬格尼特灣和愛德華八世灣之間，該高原在1936年由英國極地研究隊發現，根據挪威探險隊的空中照片被繪入地圖。
66°35′S 56°50′E / 66.583°S 56.833°E